# Joseph Choribit
Joseph Choribit est un homme politique français né le 23 février 1875 à Bayonne (Basses-Pyrénées) et décédé le 22 décembre 1921 à Paris.
Avocat à Bayonne en 1905. Conseiller municipal de Bayonne, il est député des Basses-Pyrénées de 1919 à 1921, siégeant comme non inscrit.

## Biographie
Joseph Choribit occupa notamment la fonction de président de l'Aviron bayonnais.

## Nots et références
1. ↑  La Gazette de Biarritz-Bayonne et Saint-Jean-de-Luz, 22 décembre 1921 (lire en ligne)